# 법주

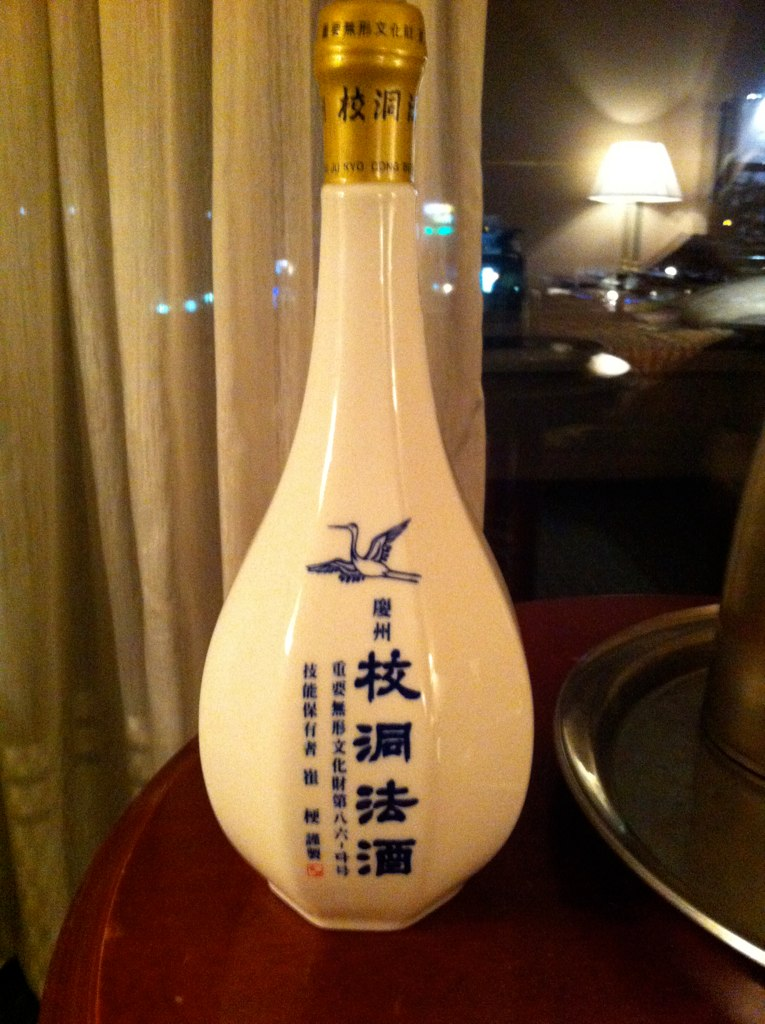
경주 교동법주

법주(法酒)는 한국식 청주의 하나이다. 볶은 보리나 누룩이 가장 주재료가 되는데 알코올의 비율은 15%이다. 법주는 다른 술에 비해 그 물맛이 깔끔하기로 이름나 있다.
역사적으로 법주는 고려 대 역사서에 처음으로 등장한다. 법주는 경주 최씨 문중과 많은 관련이 있다고 알려져 있다. 이를 토대로 경주 법주라고 부른다. 공식 명칭은 경주 교동(경동)법주이며 모든 법주의 제작 과정은 한국의 전통 주류문화를 보존하고 대를 잇기 위해 대한민국 정부가 국가무형문화재 제86-3호로 지정했다.

## 경주 법주
경주법주는 1972년 경상북도 경주시 시래동에서 시작하여 지금의 경주법주와 화랑에 제품을 만들었다.

## 같이 보기
- 청주
- 막걸리